# Briks
En briks kaldes også for et forbord.
En bødkers arbejdsbord er undertiden forsynet med en konkav udskæring i kanten, passende til rundingen i en tønde. Briksen er gerne af bøg og er sammensat af 3 – 4 lange planker. Den står normalt langs en vinduesvæg.

## Ekstern Henvisning
- http://www.baskholm.dk/haandbog/haandbog.html Arkiveret 16. september 2008 hos  Wayback Machine Træsmedens Håndværktøj